# 摩尼山 (大韓民国)
摩尼山（マニサン）は、韓国の首都ソウルの西方40kmほどの江華島にある海抜468mの山。行政区画上は仁川広域市江華郡に属する。
国祖・檀君が天を祀ったとされている。韓国人にとってはかけがえのない聖地であり、毎年の大韓民国全国体育大会の聖火リレーの点火式は摩尼山の下円上方形の「塹星檀」で開天節（10月3日）に行なわれる。また、ここから朝鮮半島の北端のシンボル、白頭山へと、南端のシンボル、済州島の漢拏山へは、直線でほぼ等距離であると言われている。
なお、摩尼は梵語の音訳で「珠玉」の意味である。
2002年には国際連合が定めた国際山岳年を記念し、山林庁は100大名山を選定、この中に摩尼山も名を連ねることとなった。